# اس‌ام یو-۱۴۱
اس‌ام یو-۱۴۱ (به انگلیسی: SM U-141) یک زیردریایی بود که طول آن ۹۲ متر (۳۰۲ فوت) و ارتفاع آن ۱۱٫۲ متر (۳۷ فوت) بود. این زیردریایی در سال ۱۹۱۸ ساخته شد.